# Maison Bié
La maison Bié est une maison bourgeoise du XVIIIe siècle située à Mont-de-Marsan, chef-lieu du département français des Landes.

## Présentation
La maison occupe le n°8 de la rue Maréchal-Bosquet. Elle porte le nom de ses premiers propriétaires, les Bié, famille de marchands originaire d'Estang, dans le Gers. Surplombant la Midouze et le quai du même nom, elle est encadrée par la cale de la Marine et la cale des Chalands. Avec la maison Marrast, elle constitue un exemple de demeure de la bourgeoisie marchande travaillant en lien avec le port de Mont-de-Marsan, actif jusqu'en 1903. Elle accueille actuellement la direction du pôle technique municipal.

### Historique
La maison Bié, construite entre 1760 et 1780, est initialement composée de deux ensembles : la partie haute, à usage d'habitation et la partie basse, à usage de chais. Ces derniers, donnant sur la Midouze, servent à l'entreposage de l'armagnac dont les premiers propriétaires font commerce dans le port de Mont-de-Marsan. Le sol du chai avait la particularité d'être en pente afin d'évacuer naturellement vers ma Midouze les éventuelles fuites des barriques.
Venue s'installer à Mont-de-Marsan à la fin du XVIIe siècle, la famille Bié ou Saint-Loubert Bié se hisse parmi l'élite économique et politique de la ville. Prospérant dans le négoce de l'eau-de-vie, elle noue des alliances matrimoniales avec les  Duvin et les Marrast, autres familles de notables marchands possédant eux-aussi hôtels particuliers et entrepôts sur les berges de la Midouze et la place du Commerce (voir la maison Marrast). Le négociant Jean Bié est notamment maire de Mont-de-Marsan de 1830 à 1832.
La municipalité de Mont-de-Marsan fait l'acquisition de la maison en 1902 auprès de Madame Romieu, propriétaire à Betbezer-d'Armagnac et y réalise des travaux d'aménagement. En 1903, elle y accueille un cours secondaire de jeunes filles, qui perdure jusqu'en 1936. A cette date, le cours cesse, l'ancien chai qui servait de magasin municipal est démoli en raison de son état avancé de vétusté et la maison abandonnée à divers services d'utilité publique.
La sécurité sociale se trouve initialement au n°7 rue Armand-Dulamon. En 1946, les locaux étant jugés trop exigus, la direction décide avec le conseil d'administration de racheter la maison Bié, de faire une extension à l'emplacement des anciens chais et de rénover la partie ancienne restante pour y emménager les services administratifs. De cette époque subsistent dans la cage d'escalier trois verrières de style Art-Déco dues au maître-verrier Mauméjean. La sécurité sociale reste dans les lieux jusqu'en 1973. De 1974 à 1977, le bâtiment accueille les bureaux de la conservation des hypothèques et du cadastre. Le tribunal des prud'hommes occupe ensuite la maison Bié avant de déménager à la fin de l'année 2015.

### Vitraux
Au moment de la rénovation, la Sécurité Sociale passe commande auprès du maître-vitrier Mauméjean de vitraux destinés à éclairer une cage d'escalier donnant sur une ruelle sombre. La verrière est composée de verres multiformes blancs et jaunâtres réfléchissant la lumière au travers des prismes de quelques verres en relief. Un motif en couleur  représente deux visages masculins, l'un jeune, l'autre âgé, car la prévoyance donne à l'homme jeune la sagesse de l'ancien. Un autre vitrail symbolique le caducée, le tout dans le style Art déco.

## Galerie
Façade principale

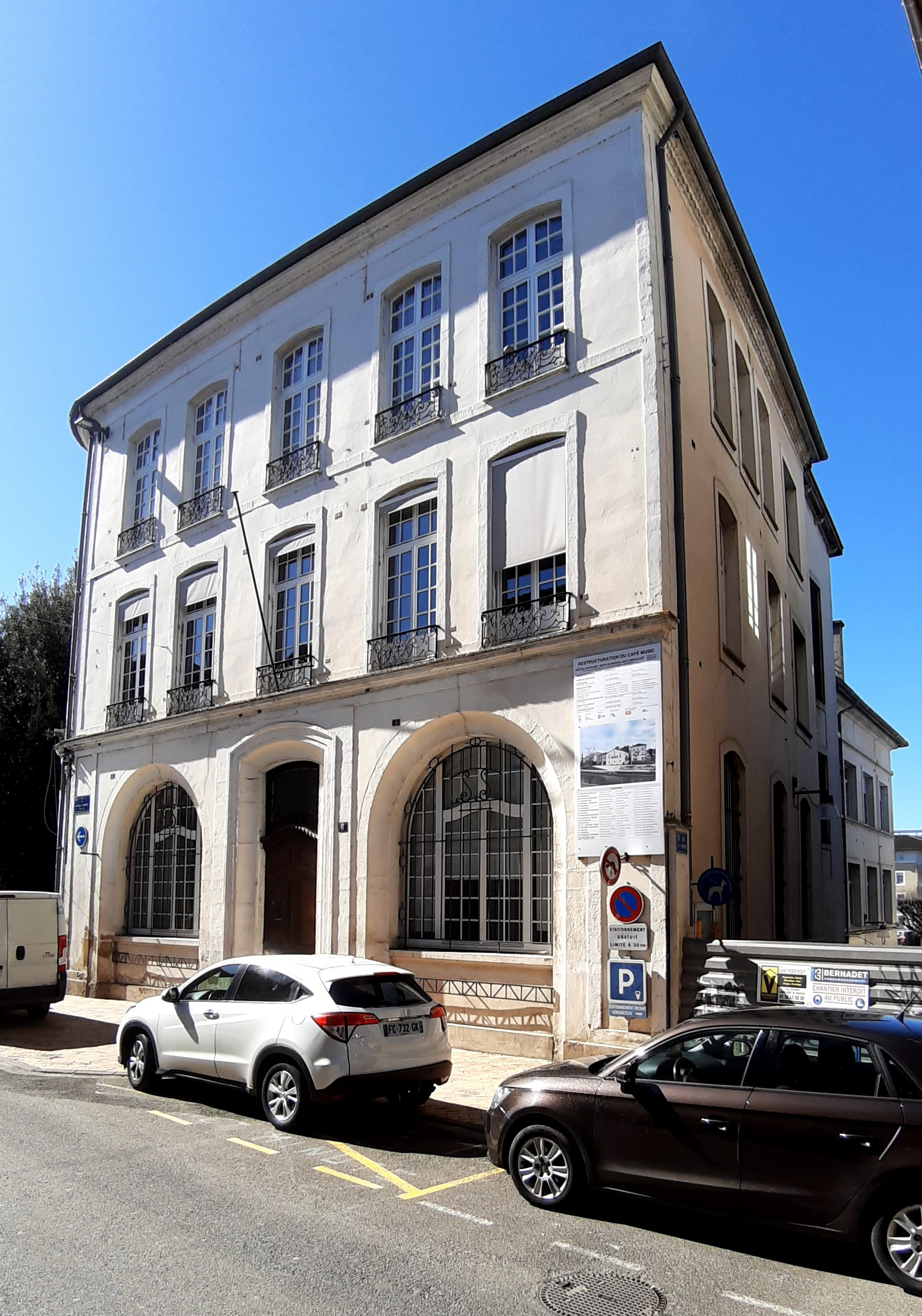
Façade principale, 8 rue Maréchal Bosquet
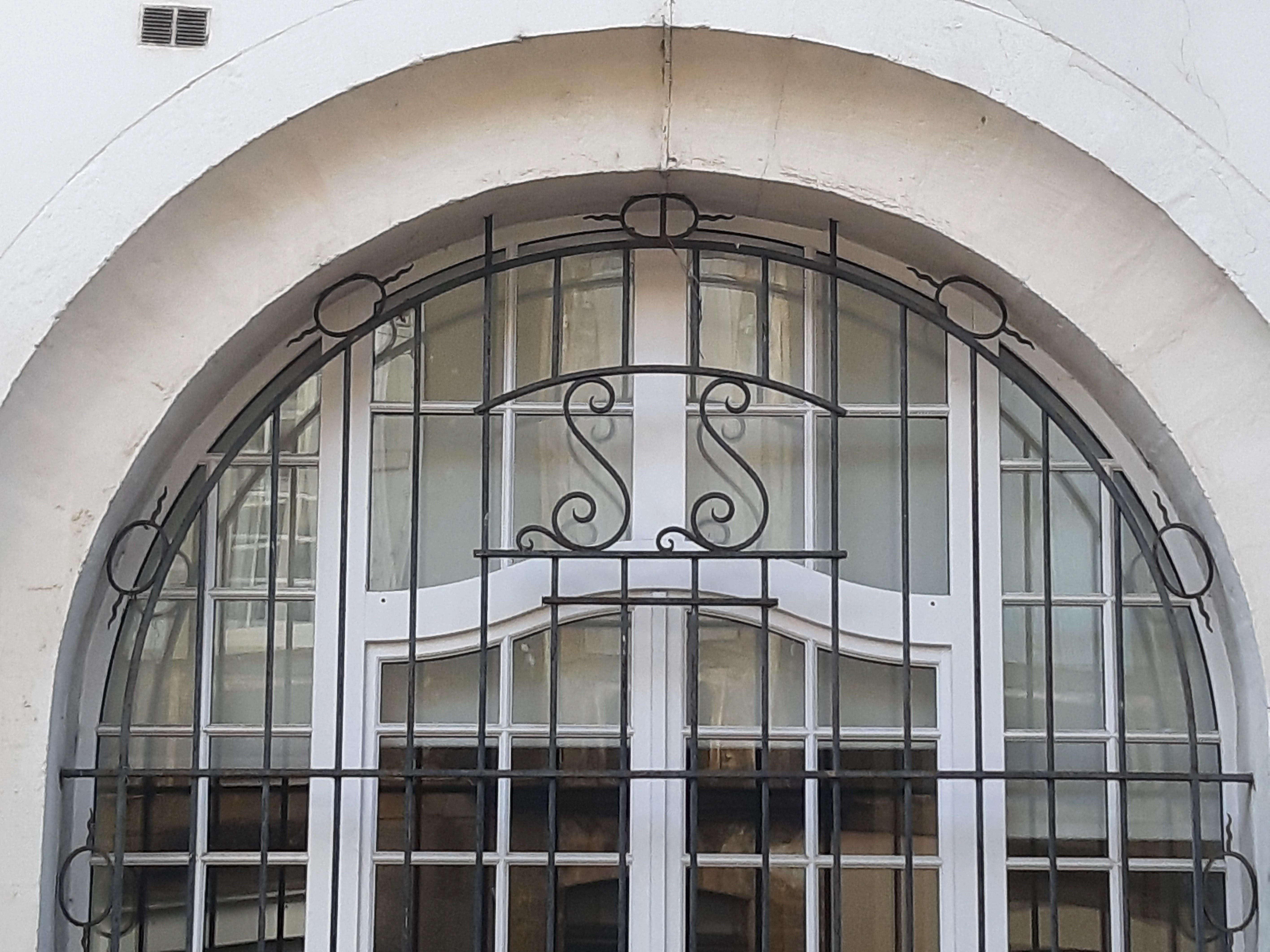
Fenêtre et initiales de l'ancienne sécurité sociale
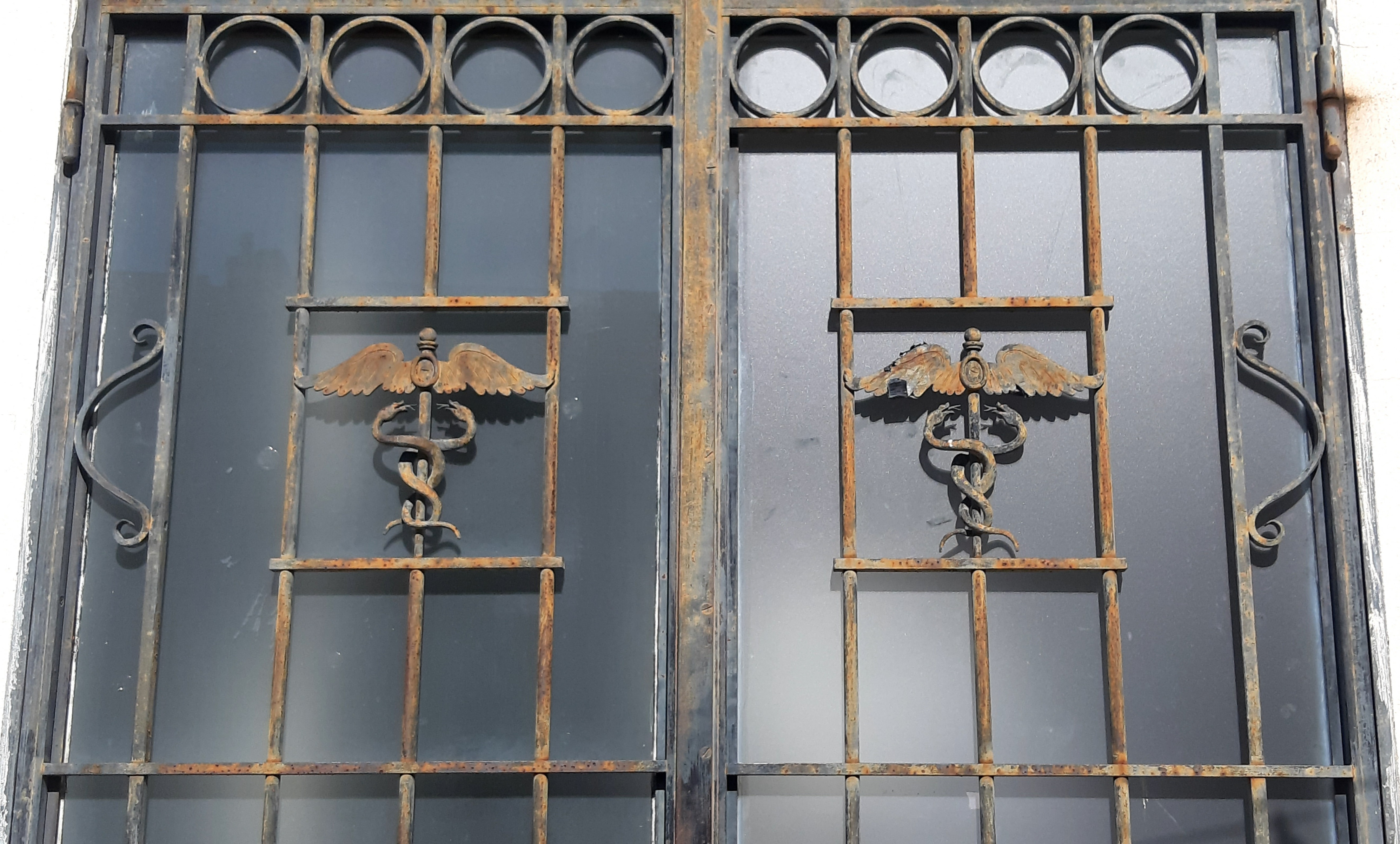
Ferronnerie du caducée, cale des Chalands

Sécurité sociale

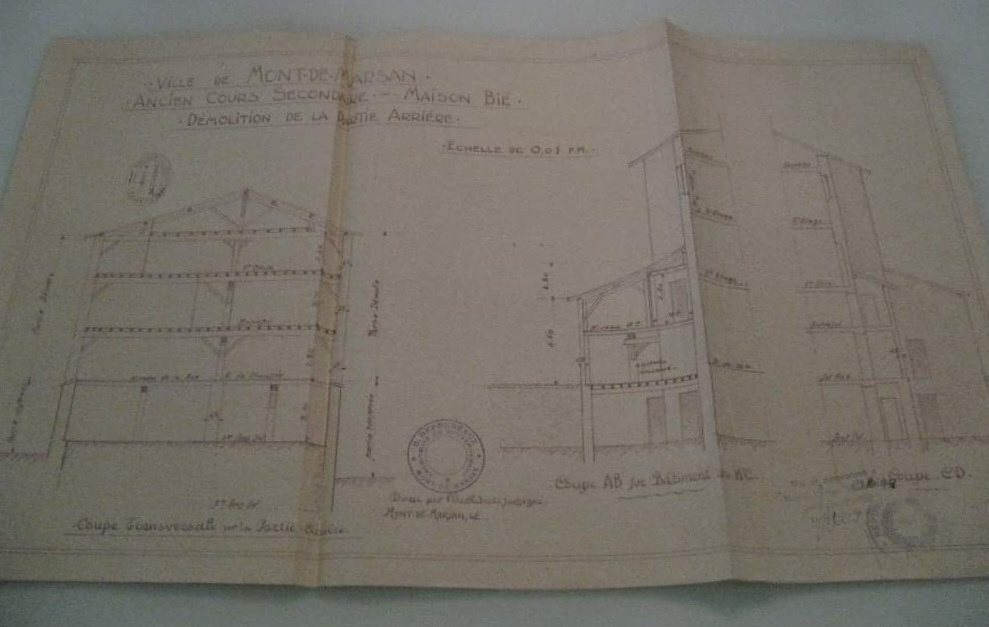
Plan de la maison Bié avant sa rénovation en bureau de la sécurité sociale
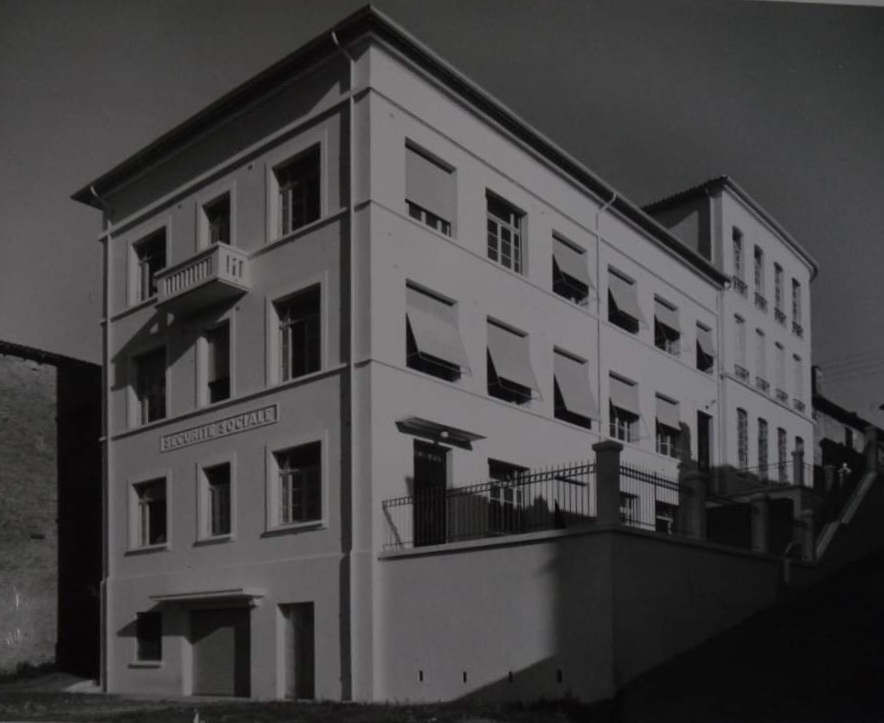
Maison Bié vue du quai de la Midouze rénovée en bureau de la sécurité sociale
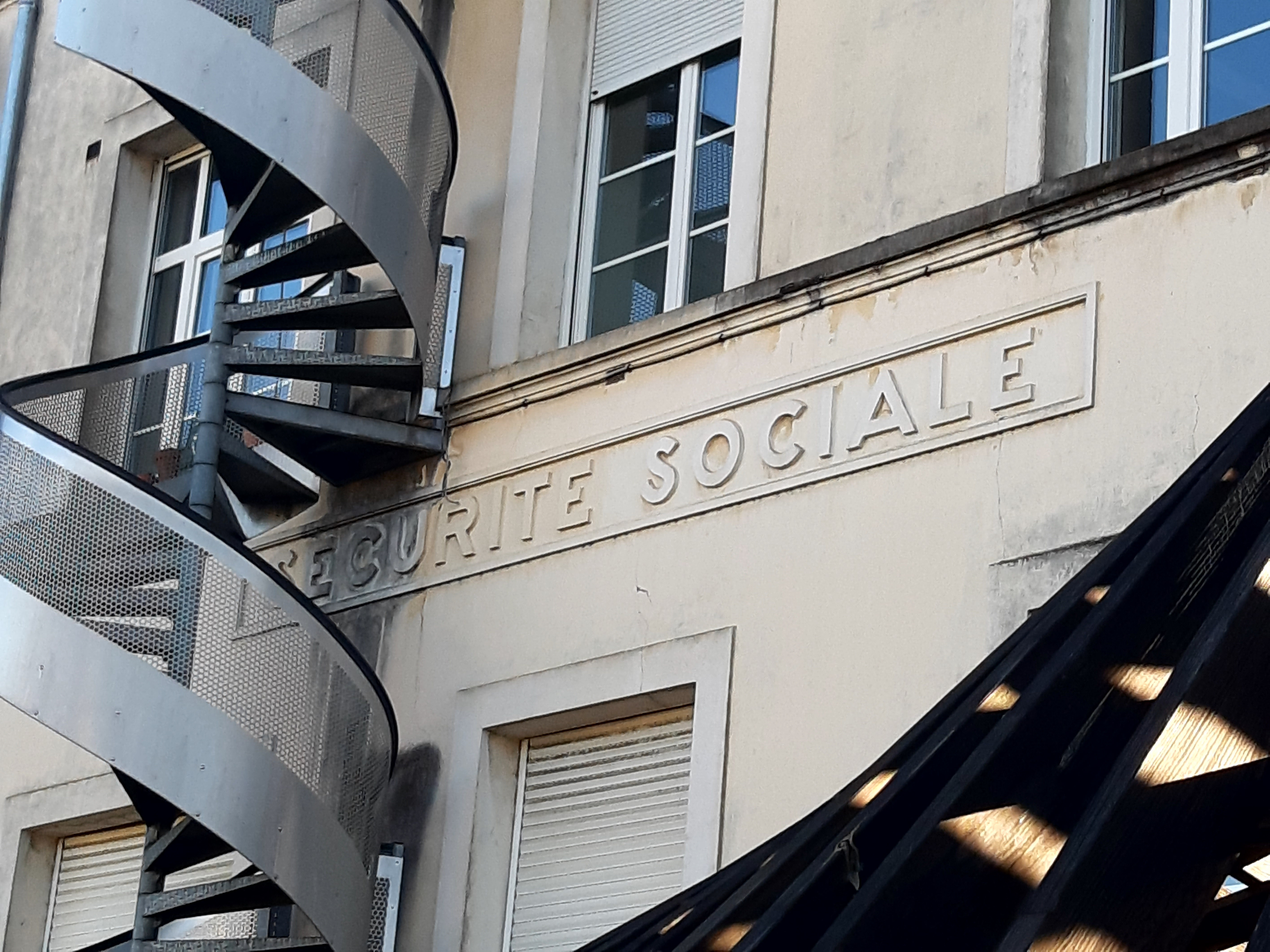
Enseigne de l'ancienne sécurité sociale

Vitraux

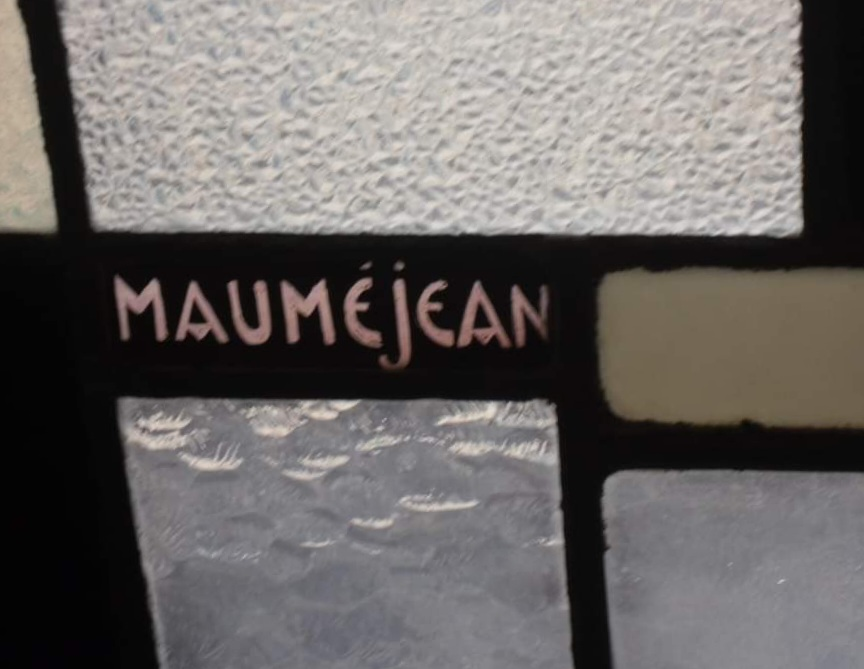
Signature du maître-vitrier Mauméjean
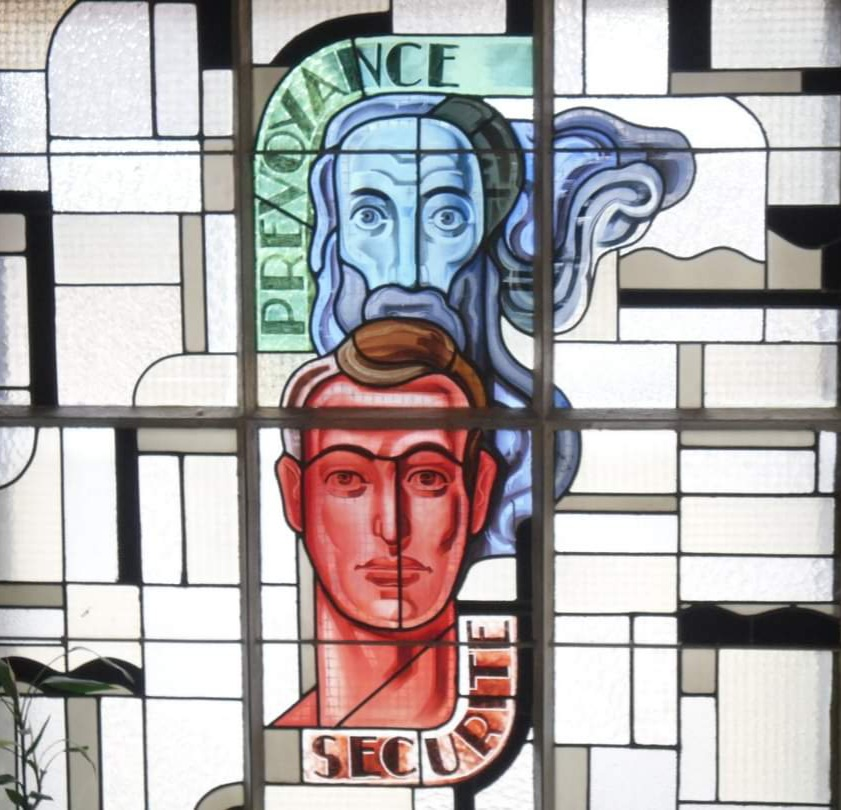
Vitrail symbolisant la sécurité et la prévoyance
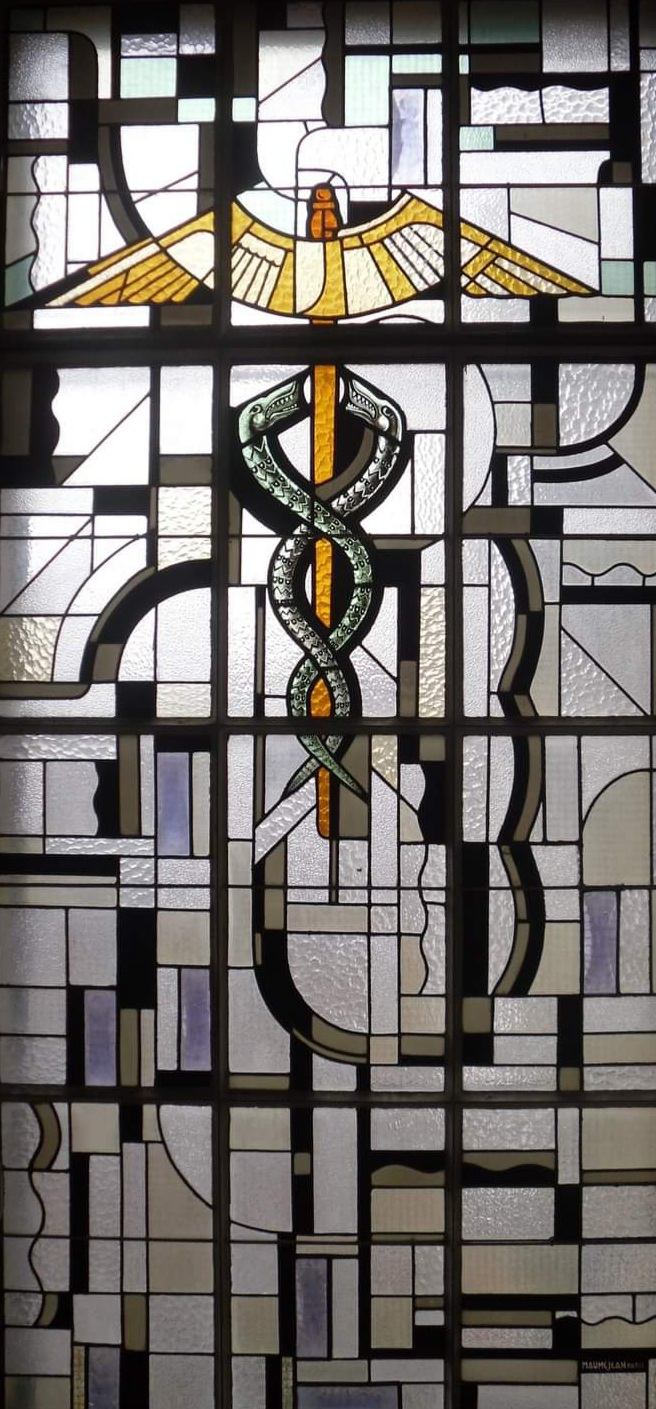
Vitrail symbolisant le caducée